# Joan Reynst
Joan Reynst, ook Johan Reijnst (Amsterdam, gedoopt 19 augustus 1636 - aldaar, mei 1695) was een Amsterdamse patriciër. 
Joan Reynst werd op 19 augustus 1636 gedoopt in de Nieuwe Kerk van Amsterdam. Hij was de zoon van koopman, patriciër en kunstverzamelaar Gerrit (Gerard) Reynst, heer van Niel, en diens vrouw Anna Elbert Gijsbert Schuyt. Het geboortehuis De Hoop van Joan en zijn zuster Constantia stond aan de Keizersgracht 209. Hij stamde uit de patriciërsfamilie Reynst en huwde op 12 juli 1667 Eva Hooftman (1643-1716) met wie hij een dochter kreeg: Anna (1671-1691). 
Dat Joan een vermogend man was bleek toen hij in 1674 werd aangeslagen voor 140.000 gulden. Op 20 december 1671 kocht hij van Gerard van Reede voor f 27.300 De Ridderhofstad Drakesteyn met de Heerlijkheyt van de Vuursche en de landen daarbij behoorende, groot 112 morgen. Joan gebruikte Drakensteyn in de zomer als buitenplaats, 's winters woonde hij aan de Herengracht 500 in Amsterdam. Joan Reynst had in De Vuursche de lage en de hoge jurisdictie. Als collator van de gereformeerde gemeente van De Vuursche had hij het recht om een predikant te benoemen. Joan Reynst werd op 9 mei 1695 begraven in de Amsterdamse Westerkerk.

## Portretschildering
In 1672 werd Joans portret geschilderd door Karel Dujardin. Hij staat er afgebeeld als kapitein der burgerij, kapitein van de schutterscompagnie.  Op het doek draagt hij een donkere jas met vele knoopjes. Zijn wit zijden hemd komt bij de mouwen tevoorschijn, de witte halsdoek eindigt in een soort bef. Links en rechts staat een jachthond afgebeeld. Het schilderij behoort tot de collectie van het Rijksmuseum Amsterdam. Joan Reynst maakte met Dujardin een reis naar Italië. Een bekend doek van deze Italianiserende landschapsschilder is het werk Italiaans landschap met geitenmelkster. Dujardin maakte meer lange reizen, zo bezocht hij ook Noord-Afrika en Rome en zou in 1678 overlijden in Venetië.